# Takeshi Yamamoto
Takeshi Yamamoto (山本 武 Yamamoto Takeshi?) es uno de los personajes del Manga y Anime Katekyō Hitman Reborn! siendo uno de los pocos amigos de Tsuna y su guardian de la lluvia.

## Historia
Cuando las estadísticas de bateo de Yamamoto empiezan a decaer este se deprime y llega a pedirle consejo al recién popularizado Tsuna el cual, sin darle importancia, le dice que simplemente se esfuerce más, este haciéndole caso termina sobre esforzándose y termina con un brazo roto, convencido de que el dios del bateo lo había abandonado Yamamoto decide intentar suicidarse tirándose de la azotea pero, antes de que lo hiciese, llega Tsuna y le dice que el consejo que le dio fue algo egoísta de su parte pues el jamás se había esforzado en nada muy a diferencia de Yamamoto el cual siempre se había dedicado al Baseball. Después de que, por accidente, ambos cayesen de la azotea Reborn le dispara la bala "última voluntad" a Tsuna con la cual se salvan y, de esta manera, Yamamoto se volvería de inmediato el amigo de Tsuna y, según Reborn, un nuevo miembro de su familia.
Durante la pelea de Kokuyo, gana a pesar de tener que sacrificar su brazo derecho. Para la lucha contra VARIA, le pide a su padre que le enseñe kendo, y este le enseña un estilo orgulloso e imbatible, el Shigure Souen Ryu. Es gracias a este estilo que consigue vencer a Squalo, lugarteniente de VARIA.
Durante la saga del Futuro, logra utilizar su llama de la Última Voluntad, al igual que Gokudera. Allí pierde contra Gamma de Millefiore, debido a los avances tecnológicos de la época y también contra un ilusionista llamado Genkishi porque prestaba más de atención al béisbol que a la espada.
Durante el combate contra las Seis Verdaderas Coronas Fúnebres, se venga de Genkishi y muestra su caja animal, un perro que llama Jirou. Las armas de su caja son tres empuñaduras de espadas, que utiliza junto a su llama de la lluvia para poder volar, desplazarse a mayor velocidad y crear tres espadas cortas. Además, su golondrina Kojirou puede cambiar de forma y fusionarse con la katana de Yamamoto para formar la espada cuádruple del guardián Vongola del Anillo de la Lluvia original, la espada Asari Ugetsu.

## Personalidad
Aun en las situaciones más adversas Yamamoto siempre suele estar calmado a excepción de contadas situaciones. También es bastante infantil haciendo que vea todo lo relacionado con la mafia un "juego de rol" muy realista.
Su personalidad puede considerarse como Yangire ya que, a pesar de parecer una persona totalmente despreocupada, puede llegar a cometer actos extremos, violentos e insanos como intentar suicidarse cuando creyó que ya no podría jugar béisbol, la única cosa en la que, según el, tiene talento.

## Habilidades
Yamamoto en fuerza de combate de los guardianes vongola ocupa el puesto 3, siendo superado tan solo por Tsuna y Hibari.

### Baseball
Yamamoto es famoso por su gran talento en el Baseball, es muy peligroso cuando lanza bolas. Reborn Intentó usar estas habilidades como forma de ataque de Yamamoto dándole bolas explosivas y un bate que, aparte de ser un catalejo, se transforma en Katana al llegar a la velocidad de 300 km/h.

## Shigure Souen Ryu
```
時雨蒼燕流（しぐれそうえんりゅう)"Estilo de la Golondrina Azul"
```

Este estilo de espada está caracterizado porque uno aprende las técnicas que posee más una creada por este, de esta forma, dos maestros siempre tendrán al menos una técnica distinta. Según el padre de Yamamoto y todos los maestro de este arte, el Shigure Souen es infalible, invencible, perfecto y refinado. El método de transmisión es muy severo: las katas solo se enseñan una vez, por lo que la evolución no siempre implica una mejora sino que también puede empeorar. Por lo tanto, se necesita un gran talento para poder heredarlo. En el Shigure Souen Ryuu se considera que el estilo desaparecerá de la faz de la tierra cuando no queden herederos con el ímpetu y el talento necesarios. Se la llama “La esgrima destructiva”. 
Este estilo de espada solo tiene ocho formas. Cuatro ofensivas y cuatro defensivas. Cada alumno puede añadir otra forma, siempre que use la Shigure Kintoki, una espada que solo se puede usar con el estilo del Shigure Souen. 

### Las Katas que usa Yamamoto
Katas Originales del "Shigure Souen Ryu"
- 1.º Kata (Ofensiva): Shajiku no Ame 車軸の雨 (Eje de Lluvia) Consiste en correr a toda velocidad con la espada en posición horizontal hacia el enemigo como si se tratara de una lanza que está a punto de perforarlo, básicamente es un ataque frontal normal, generalmente Yamamoto envuelve la espada de llamas de lluvia cuando realiza este ataque para darle mayor poder
- 2.º Kata (Defensiva): Sakamaku Ame 逆巻く雨 (Olas de Lluvia) Consiste en levantar la espada creando 2 columnas gigantes de agua que protejan al usuario.
- 3.º Kata (Ofensiva): Yarazu no Ame 遣らずの雨 (Último Segundo de Lluvia) Consiste en dejar caer la espada a propósito para después patearla en el ángulo deseado para así golpear al rival
- 4.º Kata (Defensiva): Gofuu Juu 五風十雨 (Viento de mayo, Lluvia de Octubre) Consiste en sincronizarse con la respiración del oponente para esquivar y evadir los ataques, yamamoto la usa en conjunto con asari ugetsu para aprovechar su velocidad.
- 5.º Kata (Ofensiva): Samidare 五月雨 (Principios de Lluvia de Verano). Consiste en cambiar la espada de mano a medida de balanceo al mismo tiempo que se realiza el ataque, con lo que se consigue variar libremente la trayectoria del movimiento.
- 6.º Kata: Este Kata aún no ha sido usada por Yamamoto
- 7.º Kata (Defensiva): Shibuki Ame 繁吹き雨 (Aguacero) Consiste en crear una explosión de agua con forma de nube con la espada con el fin de disipar cualquier ataque o alejar a algún enemigo
- 8.º Kata (Ofensiva): Shinotsuku ame 篠突く雨 (Lanzamiento de Lluvia) Comenzando con la espada en la mano derecha el usuario corre hacia el objetivo y en el último segundo toma la espada con la mano izquierda dando un corte transversal lanzando al enemigo por los aires y causándole un grave corte en el abdomen

Katas Desarrolladas por Yamamoto
- 9.º Kata (Ofensiva): Utsushi ame うつし雨 (Lluvia Reflejada)Usando primero "Sakamaku Ame" para hacer 1 columna de agua el Usuario se refleja en dicha columna con el fin de que el enemigo ataque dicho reflejo y aprovechando su guardia baja el usuario ataque por detrás
- 10.º Kata (Ofensiva): Scontro Di Rondine スコントロ・ディ・ロンディネ (Embestida de la Golondrina) Yamamoto hace un ataque frontal con su golondrina delante de él, creándole un escudo de llamas de la Última Voluntad de lluvia.
- 11.º Kata (Ofensiva): Beccata Di Rondine べッカタ・ディ・ロンディネ (Picotazos de la Golondrina). Consiste en lanzar varios ataques de manera rápida con la espada hacia adelante, amenera de asemejar los picotazos de un ave.

Otras Técnicas Usadas por Yamamoto aparte del Shigure Souen Ryu
- Attacco di Squalo アッタコ・ディ・スクアロ (Ataque del Tiburón). Es el mismo ataque que usa Squalo usado por Yamamoto en la Saga del Futuro, consiste en a base de ondas de choque paralizar al oponente por unos segundos.

## La caja Vongola de la Lluvia
Su caja contiene un perro, el cual viene equipado con tres espadas cortas, cuyo filo está formado por Llamas de la Última Voluntad con el atributo de la Lluvia. Ante esto, también fusiona su Shigure Kintoki con su golondrina para dar forma a la última de las cuatro espadas, ésta ya larga, la Asari Ugetsu, el arma del Guardián de la Lluvia de la Primera Generación Vongola.

## 10 años en el futuro (TYL)
Su versión del futuro es muy diferente del actual, ya está al tanto de que no se trata de un juego de mafias sino de la mafia de verdad, se le nota la madurez en sus facciones, y ya no ríe tan despreocupadamente por cualquier cosa. También parece haber optado por dominar otros estilos aparte del shigure souen ryuu. Suele usar traje y tiene una cicatriz en la barbilla.